# Dawit Apakidse
Dawit Apakidse (georgisch დავით აფაქიძე) ist ein georgischer Künstler. Er gilt durch seine künstlerische Arbeit und sein Engagement als bedeutender Vertreter der zeitgenössischen Kunstszene seines Landes und Verfechter der Rechte der dortigen LGBTQ-Gemeinschaft.

## Leben
Dawit Apakidse wuchs in einer religiösen Familie auf. Sein Interesse für Kunst und Kultur führte ihn dazu, sich als Kunstwissenschaftler und Kurator zu etablieren. Er ist Mitbegründer des Fungus-Projekts, einer queeren Kunstplattform im Kaukasus, und des Kollektivs Spectrum.

## Werk
Apakidses künstlerisches Schaffen ist von einer tiefen Auseinandersetzung mit der georgischen Kultur und der queeren Identität geprägt. Sie reichen von griechischer Mythologie bis hin zu zeitgenössischen sozialen Themen. Seine Arbeiten umfassen eine Vielzahl von Medien und Stile. Ein markantes Werk ist seine Darstellung der Entführung Ganymeds durch Zeus, eine Skulptur, welche die Liebe zwischen Männern in der Antike und im heutigen Georgien symbolisiert. In seinem Tarotprojekt The Last Tarot verewigt er die exzentrischen Persönlichkeiten der Mode-Szene von Tiflis in den Karten des Tarot, wobei er stereotype Geschlechterrollen herausfordert und dabei lokale Designer einbezieht.
Apakidse positioniert sich durch seine Kunst auch politisch. In Georgien, wo die Regierung und die Kirche queere Menschen häufig anfeinden, erhielt er Morddrohungen, insbesondere nach der Veröffentlichung eines seiner KI-generierten Bilder. Seine Arbeiten, wie die Installation Gilded fleece, die in Zusammenarbeit mit der Dichterin Ana Itanishvili entstand, thematisieren oft die Sichtbarkeit queerer Menschen in Georgien und deren Kampf um Anerkennung und Sicherheit.